# Puerto de Arica (Confederación Perú-Boliviana)
Puerto de Arica o Puerto común de Arica, fue una terminal marítima bajo administración especial de la Confederación Perú-Boliviana. Era un puerto de suma importancia para el gobierno confederado, puesto que su objetivo era tener a través de este puerto la hegemonía del Océano Pacífico. Asimismo era un territorio que fungia como una aduana en común para el Estado Sud-Peruano y Boliviano.

## Historia
El 21 de junio de 1836, Santa Cruz habilita este puerto como un puerto común entre el Sud-Perú y Bolivia, sin embargo, esta medida llegó a perjudicar a la importancia geopolitica del puerto de Cobija, siendo una de las principales causas de la decadencia del único puerto boliviano — que había quedado dañado a casusa de la guerra entre Salaverry y Santa Cruz— , pero por otro lado, llegó a beneficiar el comercio boliviano, por las mayores facilidades que tenían los comerciantes de los centros urbanos del estado boliviano, especialmente de La Paz, Oruro y Cochabamba para hacer sus internaciones.

CONSIDERANDO: I.- Que las rentas de la aduana de Arica han disminuido notablemente por el contrabando, de manera que ellas no han sido suficientes, alguna vez, ni para pagar a sus empleados. II.- Que este fraude procede de la facilidad que tienen los comerciantes de introducir sus mercaderías a este Estado (Sudperuano) con guías falsas para Bolivia, sin pagar otro derecho que el de tránsito. III.- Que la Junta de Hacienda, reunida en Arequipa, para informar al gobierno sobre las medidas que podrán adoptarse para evitar este mal, ha acordado que el establecimiento en Arica de una aduana común para Bolivia y este Estado, sería el único medio de destruir el contrabando, con provecho de ambos Estados. IV.- Que el gobierno, convencido de la utilidad de este proyecto, ha negociado y convenido con el de Bolivia en que establezca dicha aduana, con empleados nombrados por los dos gobierno, que interviniendo comunalmente en las funciones de la Aduana, expidan indistintamente guías para los mercados de ambos Estados y perciban por mitad las rentas que ella produzca. DECRETO: 1o.- Conforme a lo acordado y convenido con el Gobierno de Bolivia se establece en el puerto de Arica una Aduana común para Bolivia y para este Estado con empleados nombrados por ambos gobiernos. 2o.- No se cobrará en esta Aduana más que un solo derecho de todos los efectos importados o exportados, ya se importen para Bolivia o para este Estado, el cual será partible por mitad... 3o.- Mientras los gobiernos convienen por el Puerto de Arica, continuarán devengando por ahora los derechos establecidos por el arancel vigente de este Estado. 4o.- Las guías que expidiere la Aduana se otorgarán en la forma prevenida por el artículo 13 del Tratado de Comercio concluído entre ambos gobiernos el 17 de noviembre de 1832. 5o.- El Ministerio de Hacienda quedará encargado de cumplir... Cuzco ASCRU... Andrés María Torrico. Secretario General encargado de...
Decreto del 21 de junio de 1836

Este puerto era una gran ventaja para Bolivia, ya que de los ingresos de la Aduana de Arica, nada despreciables, la mitad le correspondía a Bolivia. Además, el proyecto de Arica iba mucho más allá, puesto que Andrés de Santa Cruz decretó que Arica fuera un Puerto de Depósitos para atraer aún más el comercio, con lo que pensaba acabar con la supremacía de Valparaíso en el Pacífico. Así, escribían a Juan de la Cruz Méndez, en abril de 1836:

"Sabiendo que las oposiciones que se nos han hecho en Chile han sido el temor de que Arica se presentara en oposición a Valparaíso, me apresuraré mucho en crear un puerto que por sus circunstancias pueda reunir muy en breve la mayor parte del comercio del Pacífico y así pagaremos la falsa política y la inmerecida contradicción de esos señores"
Juan de la Cruz Méndez

En Arica se tenía conciencia de la competencia de Cobija, que a pesar a su decadencia, seguía proveyendo a los centros urbanos de Potosí y Chuquisaca. Atanasio Hernández, Administrador de la Aduana de Arica en la parte boliviana y ex-Administrador de la Aduana de Cobija, escribió a Santa Cruz sugiriéndole la supresión de Cobija para el fomento de Arica. Este le contestó:

"No vuelva U. a escribirme en su vida de suprimir el puerto de Cobija. Sea cual fuere la ventaja o desventaja de un puerto ya está establecido con la palabra del gobierno de Bolivia... Arica tiene todo lo necesario para satisfacer todos los mercados que provee y éstos son bastante cuantiosos como para que no necesite fundar su prosperidad en la ruina de Cobija, cuya conservación es exigida no sólo por los intereses del sur de la República sino también por la política."
Andrés de Santa Cruz